# Wólka Zychowa
Wólka Zychowa est une localité polonaise de la gmina de Stąporków, située dans le powiat de Końskie en voïvodie de Sainte-Croix.